# Abdul Quader Molla
Abdul Quader Molla (en bengalí: আব্দুল কাদের মোল্লা; Amirabad, Faridpur, 14 de agosto de 1948 - Daca, 12 de diciembre de 2013) fue un político bangladesí de Jamaat-e-Islami. Fue miembro de Al-Badr durante la Guerra de Liberación de Bangladés en 1971, declarado culpable de crímenes de guerra durante esa guerra, y ejecutado por esos crímenes en 12 de diciembre de 2013. Fue el secretario general adjunto de la Jamaat-e-Islami, el principal partido islamista en el país.
Fue el exeditor ejecutivo de The Daily Sangram, y se presentó dos veces, sin éxito, al parlamento en 1986 y 1996, disputando el asiento Faridpur-4 para el partido Jamaat-e-Islami.
Falleció en Daca el 12 de diciembre de 2013 a los 65 años.